# Winston Guy
Winston Guy Jr. (Lexington, 23 aprile 1990) è un giocatore di football americano statunitense che gioca nel ruolo di safety nella National Football League. Fu scelto nel corso del sesto giro (161º assoluto) del Draft NFL 2012 dai Seattle Seahawks. Al college ha giocato a football a Kentucky.

## Carriera professionistica

### Seattle Seahawks
Guy fu scelto nel corso del sesto giro del Draft 2012 dai Seattle Seahawks. Il 7 maggio, Guy acconsentì alla proposta contrattuale presentatagli dalla dirigenza dei Seahawks.
Guy debuttò come professionista nella settimana 1 contro gli Arizona Cardinals mentre la seconda gara la disputò nell'ottavo turno contro i Detroit Lions. La sua stagione da rookie si concluse con quelle due sole presenze, senza far registrare alcuna statistica. Il 31 agosto 2013, Guy fu svincolato dai Seahawks

### Jacksonville Jaguars
Il 1º settembre 2013, Guy firmò coi Jacksonville Jaguars. Nella settimana 15 contro i Buffalo Bills mise a segno il primo sack in carriera, forzando un fumble. La sua stagione si concluse con 29 tackle in 14 presenze, due delle quali come titolare.

### Indianapolis Colts
Guy firmò con la squadra di allenamento degli Indianapolis Colts il 3 ottobre 2014.

## Statistiche
| Partite totali      | 16  |
| Partite da titolare | 2   |
| Tackle              | 29  |
| Sack                | 1,0 |
| Intercetti          | 0   |
| Fumble forzati      | 0   |

Statistiche aggiornate alla stagione 2013